# Lista do Patrimônio Mundial na Mauritânia
A Organização das Nações Unidas para a Educação, a Ciência e a Cultura (UNESCO) propôs um plano de proteção aos bens culturais do mundo, através do Comité sobre a Proteção do Património Mundial Cultural e Natural, aprovado em 1972. Esta é uma lista do Patrimônio Mundial existente na Mauritânia, especificamente classificada pela UNESCO e elaborada de acordo com dez principais critérios cujos pontos são julgados por especialistas na área. A Mauritânia ratificou a convenção em 2 de março de 1981, tornando seus locais históricos elegíveis para inclusão na lista.
O sítio Parque Nacional do Banco de Arguim foi o primeiro sítio da Mauritânia designado Patrimônio Mundial pela UNESCO por ocasião da 13ª Sessão do Comité do Patrimônio Mundial, realizada em Paris (França) em 1989. Desde a mais recente adesão, a Mauritânia conta com dois sítios inscritos na lista do Patrimônio Mundial, sendo um dos sítios de classificação Natural e o outro de classificação Cultural. 

## Bens culturais e naturais
A Mauritânia conta atualmente com os seguintes lugares declarados como Patrimônio da Humanidade pela UNESCO:
| | Parque Nacional do Banco de Arguim |
| Bem natural inscrito em 1989. |                                    |
| Localização: Dakhlet Nuadibu |                                    |
| Situado ao longo da costa atlântica, este parque abrange uma vasta extensão de dunas, sapais costeiros, ilhotas e águas costeiras rasas. A dureza do deserto e a riqueza biológica da área marinha criam uma paisagem terrestre e marítima excepcionalmente contrastante. Este local serve como local de invernada para uma grande variedade de aves e é o habitat de várias espécies de tartarugas marinhas e golfinhos, que os pescadores utilizam para localizar cardumes de peixes. (UNESCO/BPI) |                                    |

| | Antigos Alcáceres de Uadane, Chingueti, Tichite e Ualata |
| Bem cultural inscrito em 1996. |                                                          |
| Localização: Tillabéri |                                                          |
| Fundados nos séculos XI e XII para atender às necessidades das caravanas que atravessavam o Saara, esses centros comerciais e religiosos tornaram-se centros de propagação da cultura islâmica. O seu tecido urbano, formado entre os séculos XII e XVI, foi admiravelmente preservado, com as suas casas-pátio aglomeradas ao longo de vielas estreitas em torno de uma mesquita com um minarete quadrado. Todos eles são ilustrativos do modo de vida tradicional das populações do Saara Ocidental, centrado na cultura nómada. (UNESCO/BPI) |                                                          |

## Lista Indicativa
Em adição aos sítios inscritos na Lista do Patrimônio Mundial, os Estados-membros podem manter uma lista de sítios que pretendam nomear para a Lista de Patrimônio Mundial, sendo somente aceitas as candidaturas de locais que já constarem desta lista. Desde 2021, a Mauritânia possui 3 locais na sua Lista Indicativa.
| Sítio                       | Imagem | Localização | Ano  | Dados UNESCO               | Descrição |
| --------------------------- | ------ | ----------- | ---- | -------------------------- | --- |
| Paisagem Cultural de Azugui |        | Adrar       | 2001 | Cultural: (iii)(iv)(v)(vi) | A paisagem cultural de Azugui é constituída por várias estruturas culturais cuja existência está intimamente ligada ao ambiente, sendo este também uma produção cultural ou um fenômeno natural que agora abriga as marcas de todos os valores culturais que alberga. |